# Gollinger Wasserfall
Der Gollinger Wasserfall, eigentlich Schwarzbachfall oder Schwarzenbachfall genannt, ist ein im Tennengau (Österreich) an der Gemeindegrenze zwischen Golling an der Salzach und Kuchl gelegener Wasserfall. Die Fallhöhe des Wassers beträgt um die 100 Meter, das Wasser kommt direkt aus der Schwarzbachfall-Höhle.

## Beschreibung und Erschließung
Der Gollinger Wasserfall, eigentlich zwei hintereinanderliegende Wasserfälle, liegt am Osthang des Göllmassivs, links im Salzachtal am Nikolausberg oberhalb der Wallfahrtskirche. Er hat eine Fallhöhe von um 75 Meter, wobei die letzte Stufe eine Höhe von 25 Meter hat. Die obere Stufe ist von einer Naturbrücke überspannt.
Der Wasserfall bekommt all sein Wasser aus einer Karstquelle, die den sonst recht quellarmen Göllstock entwässert, und durch das System der Schwarzbachfall-Höhle zu Tage tritt. Die Erschließung des von ihm entdeckten Wasserfalls hatte Fürst Ernst Schwarzenberg im Jahr 1798 begonnen. Im August 1805 war der Ausbau vollendet und jeder Naturfreund konnte das Naturschauspiel frei besichtigen. Die 100-Jahr-Feier wurde vom Gollinger Alpenverein mit großen Festlichkeiten drei Tage lang begangen.
Bei ganzjährigen 5–6 °C Wassertemperatur schwankt die Schüttung der aus der Höhle entspringenden Karstquelle zwischen 30 und 42.416 Litern pro Sekunde bei einem Mittelwert von 1261 l/s (Reihe 1999–2011). Die Höhlenschüttung kann auch trockenfallen, und es kommt nur mehr Wasser aus tiefer gelegenen Nebenaustritten. Dass das Wasser der Schwarzbachfall-Höhle vom Königsee käme, gilt heute als unplausibel.

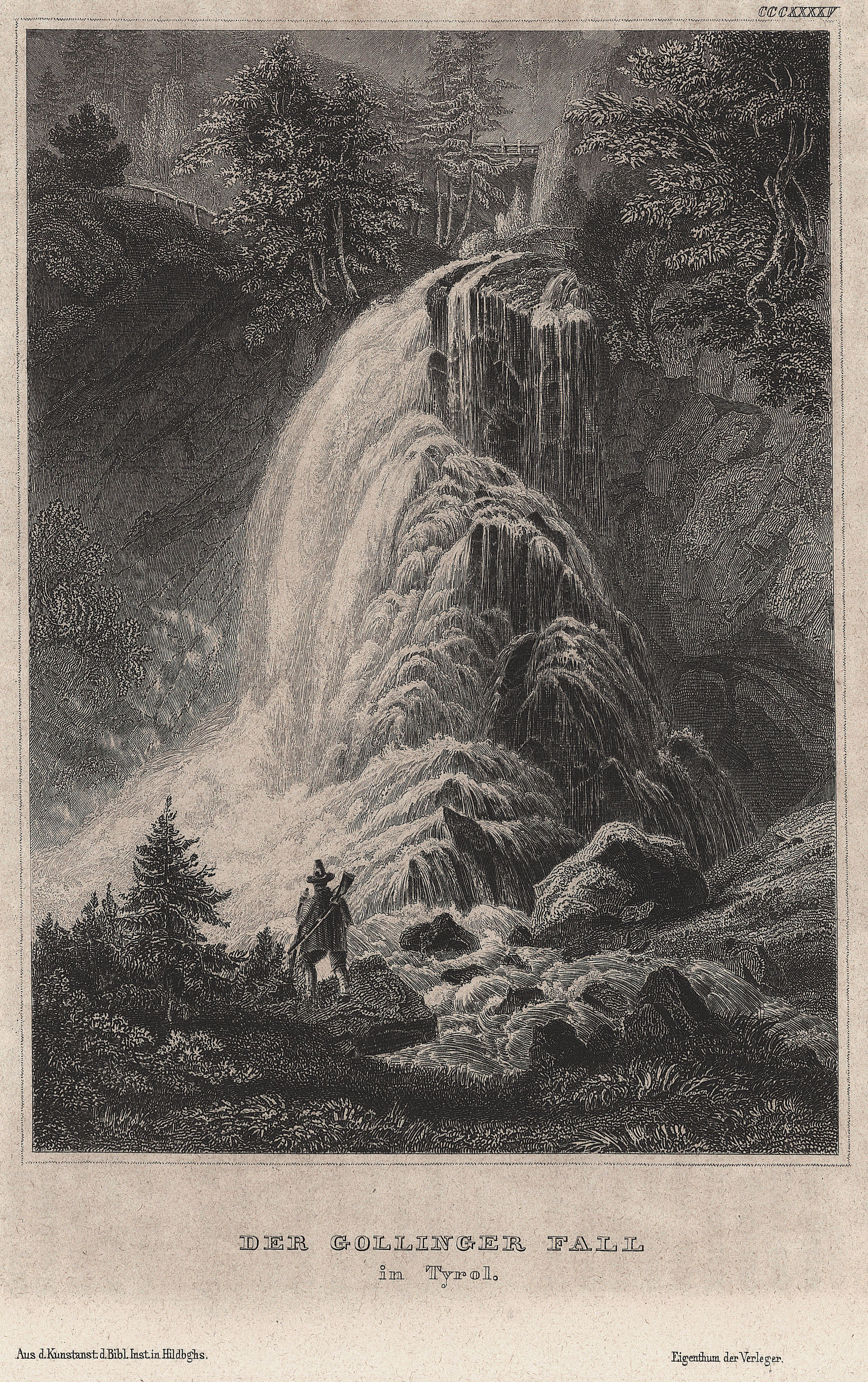
Der Gollinger Fall auf einem Stahlstich von 1841
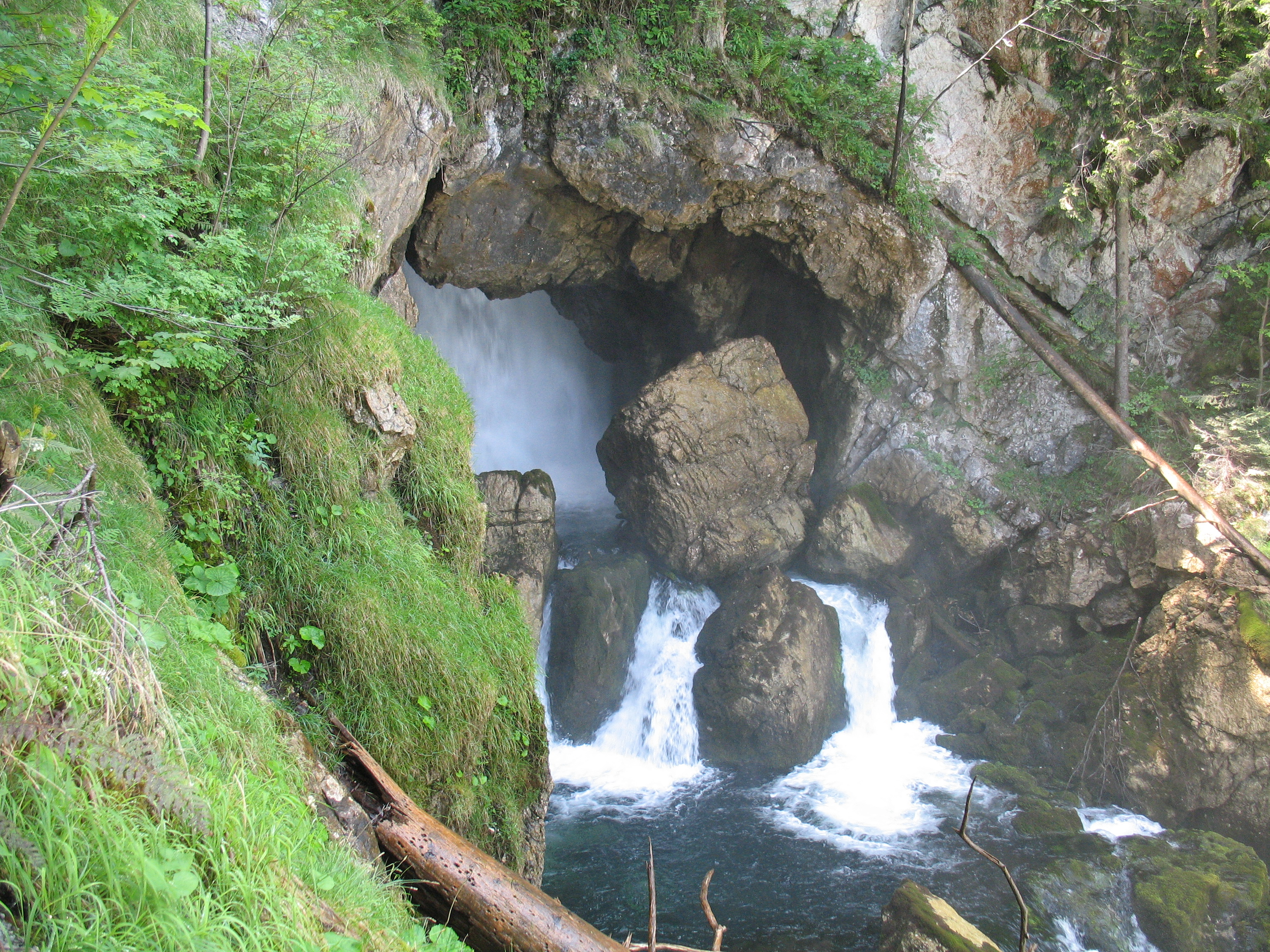
Die obere Stufe fällt in der Höhle in einen Kessel, aus dem das Wasser durch ein Loch im Felsen abfließt.
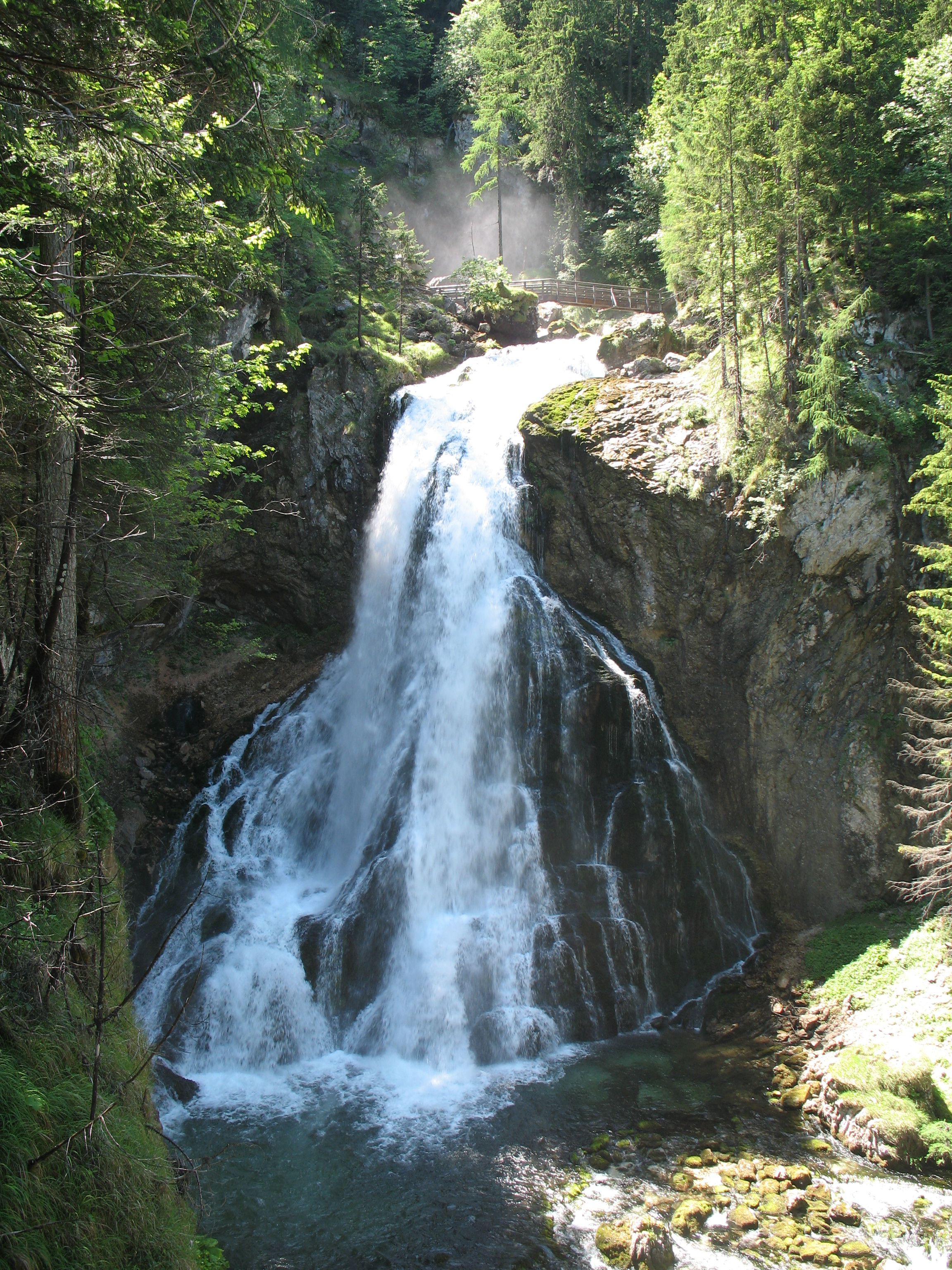
Untere Stufe
Obelisk am Fuße des Wasserfalls, mit Inschrift auf den Naturfreund Ernst Schwarzenberg

Joseph Kyselak erzählt vom Gollinger Wasserfall in seiner 1829 veröffentlichten Reisebeschreibung:

„Man verfolgt den Bach aufwärts, passiert zwei halb verfallene Mühlen, die unter Bäumen sich gerne dem prüfenden Auge entziehen, und kommt endlich in ein Gewirre von losen Steinen, Gebüsch und verwundeten Bäumen. Ein schmaler Pfad führt zu dem heftiger sich anmeldenden Wassersturz. Ein Obelisk, von dem Naturfreunde Ernest Fürst von Schwarzenberg errichtet; lobt die edle Begierde zureisender Fremden, der Schöpfung Meisterstücke zu erspähen. Mehr als jener Denkstein preisen diesen großherzigen Chevalier die Pfade, welche er anlegen ließ, die Cascaden in allen reihenden Situationen zu studieren.
Man kommt zuerst in eine Felsenschlucht, in welche sich der Gulinger- oder Schwarzabach zum letzten Male über grosse Felsentrümmer, die der Zahn der Zeit glatt geschliffen, und mit grünen Schlamme oder Moose ganz überzogen hat, herabstürzt.
Kühle Luft und Staubregen kräuselt dem Bewunderer das Haar, welcher der Nässe nicht achtend, staunend verharrt. Bäume und Felsen haben ein Bollwerk errichtet, welches weiter zu dringen verbiethet. (…)

Ich verließ diese herrlichen Cataracten, ungewiß, ob ich diesen, oder den zuvor bewunderten Oefen der Salza den Preis der Merkwürdigkeit zusprechen sollte?“

## Naturschutz
Die Umgebung des Wasserfalls ist seit 1985 als Naturdenkmal (flächig, NDM 197) ausgewiesen, mit 3,0077 Hektar. Schutzzweck ist Schönheit wie Seltenheit. Außerdem ist er bei der als Besonders geschützte Höhle nach den Höhlenschutzbestimmungen ausgewiesenen Schwarzbachhöhle (BGH Nr. 16) miterfasst.
Nur wenige hundert Meter weiter beginnt das Europa- und Naturschutzgebiet Kalkhochalpen (ESG 9/NSG 12). Zur Anbindung dieses Naturdenkmals befindet sich hier ein Teilgebiet des Landschaftsschutzgebietes Göll, Hagen-, Hochköniggebirge, Steinernes Meer (LSG 30), das sich vom Wasserfall bis zu den Grenzen des Europaschutzgebietes erstreckt.